# Balaci (gmina)
Balaci – gmina w Rumunii, w okręgu Teleorman. Obejmuje miejscowości Balaci, Burdeni i Tecuci. W 2011 roku liczyła 2034 mieszkańców. 